# Frédéric Saurel
Pour les articles homonymes, voir Saurel.
Frédéric Saurel (parfois crédité sous le nom de Fred Saurel ou Frédéric Sorel) est un acteur, producteur de cinéma, réalisateur et scénariste français, né le 1er mai 1967 à Lodève,.

## Biographie
Frédéric Saurel, alors collégien, passe une audition pour une pièce de Luigi Pirandello, il obtient ainsi son premier rôle. Se décrivant comme "mauvais élève", sauf en Français et en théâtre, il redouble sa seconde avant de tout arrêter pour suivre des études d'art dramatique. De 1984 à 1986, Fred Saurel suit le Cours d'art dramatique d'Alain Janey et de Paulette Frantz.
En en 1986, à l'âge de 19 ans, Fred Saurel est admis au Conservatoire national supérieur d'art dramatique de Paris (1986 -1988). Il joue au théâtre dans « Les dégourdis de la 11ème » auprès de Robert Hirsch et Darry Cowl. Il retrouvera le théâtre en 2016 dans un seul en scène : « Le soliloque de Grimm » de Bruno George.
Au cinéma, il a joué dans plus de 30 films (« Donne moi des ailes » de Nicolas Vanier) et à la télévision dans près d’une cinquantaine de séries ou téléfilms (« Baron Noir, Saison 3 » pour Canal +).  Également producteur et réalisateur, il réalise deux longs métrages (« Bâtards » TPS/Pathé Vidéo) et produit une dizaine de courts métrages.
Il a été le coach de Kool Shen et Mélanie Thierry.

### LA S.P.A.C.E.
Fred Saurel crée en 1989 la S.P.A.C.E (Société de Production Artistique et Cinématographique Européenne), produisant des courts métrages et des longs métrages indépendants, implantée en Aveyron.

## Filmographie

### Comme acteur

#### Cinéma
- 1987 : Les Oreilles entre les dents de Patrick Schulmann : Léon
- 1987 : Les Noces barbares de Marion Hänsel : Tatav
- 1988 : Chouans ! de Philippe de Broca
- 1991 : Mauvaise Fille de Régis Franc : Baptiste
- 1991 : Ragazzi de Mama Keïta
- 1991 : La Neige et le Feu de Claude Pinoteau : Petit-Jean
- 1994 : Le Fusil de bois de Pierre Delerive : Martinet
- 1995 : En mai, fais ce qu'il te plaît de Pierre Grange : Olivier
- 1996 : Jojo la frite de Nicolas Cuche (court métrage)
- 1999 : Fleshback de Fred Noël (court métrage)
- 1999 : Les Parasites de Philippe de Chauveron : Théo
- 1999 : Le Voyage à Paris de Marc-Henri Dufresne
- 2001 : G@mer de Patrick Levy : José
- 2001 : Les Jolies Choses de Gilles Paquet-Brenner : homme restaurant
- 2002 : Comment tu t'appelles? de Iliana Lolic (court métrage) : Pierre
- 2002 : Jojo la frite de Nicolas Cuche : Swan
- 2002 : Bâtards de Frédéric Saurel : Rémi, le deuxième gendarme
- 2003 : Livraison à domicile de Bruno Delahaye : lieutenant Lafont
- 2004 : Beauté éphémère de Esméralda Petit (court métrage) : l'infirmier
- 2004 : Le Film dont vous êtes le héros de Stéphane Secq (court métrage) : le réceptionniste
- 2005 : L'Amour aux trousses de Philippe de Chauveron : le réceptionniste hôtel
- 2005 : Écorchés de Cheyenne Carron
- 2007 : Asylum de Olivier Chateau : le gardien
- 2008 : Les Insoumis de Claude-Michel Rome : Rémy Andréani
- 2009 : La Loi de Murphy de Christophe Campos : Hugo Serrano
- 2010 : Tête de turc de Pascal Elbé : gardien immeuble
- 2011 : Poulet aux prunes de Marjane Satrapi et Vincent Paronnaud : Mirza
- 2012 : Les Vacances de Ducobu de Philippe de Chauveron : le poissonnier
- 2012 : Paulette de Jérôme Enrico : le client guitariste
- 2012 : Comme un chef de Daniel Cohen : patron resto routiers
- 2013 : Vive la France de Michaël Youn : cameraman iTélé
- 2013 : Mohamed Dubois de Ernesto Ona : le banquier raciste
- 2013 : L’Écume des jours de Michel Gondry : le bedon
- 2014 : Qu'est-ce qu'on a fait au Bon Dieu ? de Philippe de Chauveron : le pâtissier de Chinon
- 2016 : La Dream Team de Thomas Sorriaux : dépanneur
- 2017 : À bras ouverts de Philippe de Chauveron : employé parc
- 2017 : L'École buissonnière de Nicolas Vanier : Dédé
- 2019 : Donne-moi des ailes de Nicolas Vanier : Bjorn
- 2023 : À la belle étoile de Sébastien Tulard : Antoine
- 2024 : Un monde violent de Maxime Caperan : Yves
- 2024 : Jamais sans mon psy d'Arnaud Lemort : Jean
- 2025 : La Tournée de Florian Hessique : Gaston

#### Télévision
- 1987 : Les Fortifs de Marco Pico
- 1988 : Salut les homards : Alphonse (série télévisée)
- 1993 : Julie Lescaut de Caroline Huppert : le magasinier (épisode Harcèlements)
- 2000 : Élie annonce Semoun
- 2000 : Mes pires potes : Bounti Garnier (série télévisée)
- 2003 : Une femme d'honneur : le brocanteur (épisode Double cœur)
- 2004 : À cran, deux ans après de Alain Tasma : Loïc
- 2004 : Père et Maire : Mathieu Martin (épisode Entre père et mère)
- 2004 : Alex Santana, négociateur : Boris Thevenard (épisode Portée disparue)
- 2006 : Navarro : Joël (épisode Mortelles violences)
- 2006 : L'Affaire Villemin de Raoul Peck : Bernard Longuet
- 2006 : Central Nuit : Fredo (épisode Invités indésirables)
- 2007 : Paris, enquêtes criminelles : Loulou
- 2011 : L'Épervier de Stéphane Clavier : Le Scouarnec (épisode Requiem pour un assassin)
- 2015 : Templeton : Buzz (série télévisée)
- 2015 : Mortus Corporatus : Gaspard Chambon (web série)
- 2015 : Falco : M. Houtin (saison 3, épisode 5 : Sans pitié)
- 2015 : Merci pour tout, Charles d'Ernesto Oña : Jean-Louis
- 2017 : Cassandre : Jérôme Vaquerie (épisode À contre-courant)
- 2018 : Hippocrate de Thomas Lilti : John Verbruck (saison 1)
- 2018]: Balthazar de Frédéric Berthe : Margueritte (série télévisée)
- 2020 : Baron noir : Christophe Mercier (saison 3)
- 2021 : Alex Hugo : Etienne Tousart (saison 8, épisode 1 : Les Indomptés)
- 2022 : Le Remplaçant) : le père de Diego (épisodes 3 et 4)

### Comme producteur
- 1987 : Ad Libitum Aeternam de Fred Saurel (court métrage)
- 1990 : Extasy de Xavier Thiam (court métrage)
- 1991 : Daurade de Nicolas Simon (court métrage)
- 1991 : Rock'n'roll control de Fred saurel
- 1992 : Stop Violence de Tony Valence (court métrage)
- 2002 : Tête de chou de Stéphane Secq (court métrage)
- 2002 : Bâtards de Fred Saurel
- 2003 : Épilogue de Jean-Baptiste Courtioux (court métrage)
- 2004 : Le Film dont vous êtes le héros de Stéphane Secq (court métrage)
- 2004 : Timing de Pascal Elbé (court métrage)
- 2004 : Rien de bien important de Frederic Tokarz (court métrage)
- 2007 : Le Keus de Julien Izard (court métrage)
- 2010 : Réquista de Julien Izard (court métrage)

### Comme réalisateur
- 1987 : Ad Libitum Aeternam (court métrage)
- 1992 : Rock'n'roll Control
- 2002 : Bâtards

### Comme scénariste
- 1987 : Ad Libitum Aeternam (court métrage)
- 1992 : Rock'n'roll Control
- 2002 : Bâtards

## Théâtre
- 1986 : Les Dégourdis de la 11e d'André Mouëzy-Éon, mise en scène Jacques Rosny, Théâtre des Variétés
- 1987 : Harold et Maude de Colin Higgins, mise en scène Jean-Luc Tardieu, Théâtre Antoine
- 1996 : Le Roi Longtarrin, mise en scène Samuel Tasinaje
- 2011 : Le temps du gourdin de Philippe de Chauveron, mise en scène Xavier Letourneur, Comédie de Paris
- 2014 : Les fous du IV bis de Sotha, mise en scène Sotha, Café de la Gare
- 2016 : Le soliloque de Grimm, mise en scène Jean-Philippe Azéma, auteur Bruno George